# Пітерболд
Пітерболд, петербурзький сфінкс (англ. Piterbold, РТВ) — порода кішок.

## Історія
Отримана в Санкт-Петербурзі в результаті схрещування кішок донського сфінкса переважно з короткошерстими кішками сіамо-орієнтальної групи. Були отримані тварини більш стрункі й витончені, з більш витонченим скелетом у порівнянні з донськими сфінксами. Має однакові з донськими сфінксами фізіологічні особливості.

## Розмноження
Кошенята народжуються із хвилястою шерстю й «лисинкою» на чолі, зі звитими вібрисами.

## Особливості хутра
За станом шерстного покриву, як і у донських сфінксів, розрізняють три різновиди. Кішки із шерстю за типом «браш» беруть участь тільки в розведенні.

## Характер
Пітерболд має подібне поводження й звички з донським сфінксом, але більш рухливий і грайливий.

## Зовнішній вигляд
Кішки петербурзького сфінкса — це сильні й елегантні тварини, зі шкірою, гарячою на дотик. Тіло довге, міцне, з добре розвиненою мускулатурою та міцним скелетом. Кінцівки довгі, тонкі. Передпліччя прямі. Лапи овальні з довгими, рухливими пальцями. Хвіст прямий, довгий, хльосткий. На останній третині хвоста може бути залишкова шерсть. Коти трохи більші, ніж кішки.
Голова клиноподібна, вузька. Морда сильна, не гостра. Лоб і щоки пласкі. На лобі вертикальні складки шкіри, які, ніби віяло, розходяться над очима. Підборіддя на одній лінії з кінчиком носа. Лінія профілю пряма. Вуха неширокі в основі, великі, трохи розведені в боки. Вій немає. Очі мигдалеподібні, косо поставлені. Мають зелений або блакитний колір.
Шкіра тонка, надлишкова, у складках. Можлива залишкова шерсть на муфточках в основі вух, на мордочці, лапах і нижніх частинах кінцівок, хвості. У холодний час шерсть на корпусі трохи помітніша. Вібриси звиті. У дорослих тварин можуть бути обламані або відсутні.

### Забарвлення
Допускаються будь-які забарвлення. Особливо цінуються рідкісні забарвлення: блідо-лілове, шоколадне.

## Світлини

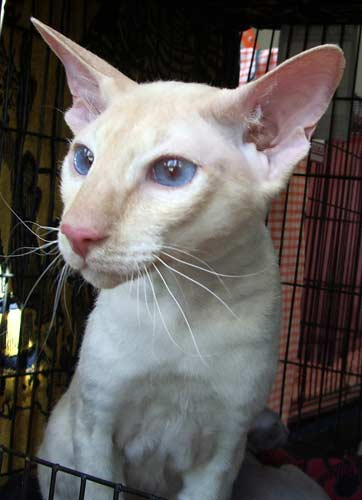
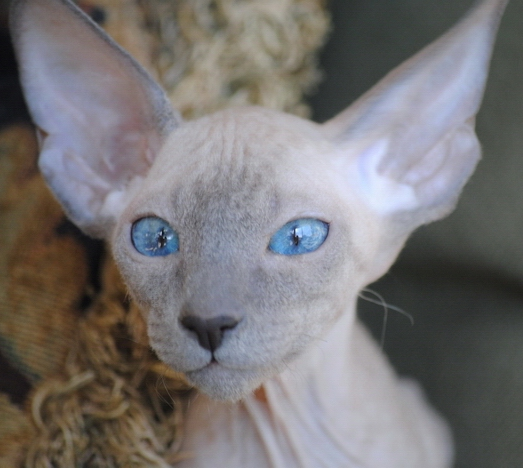
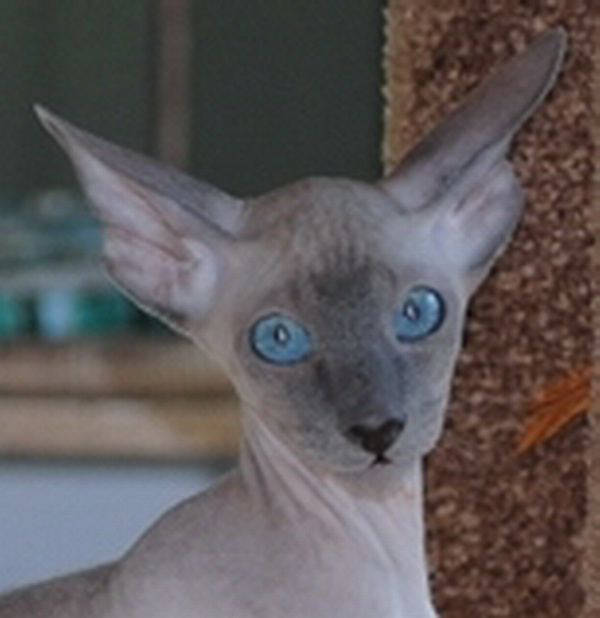
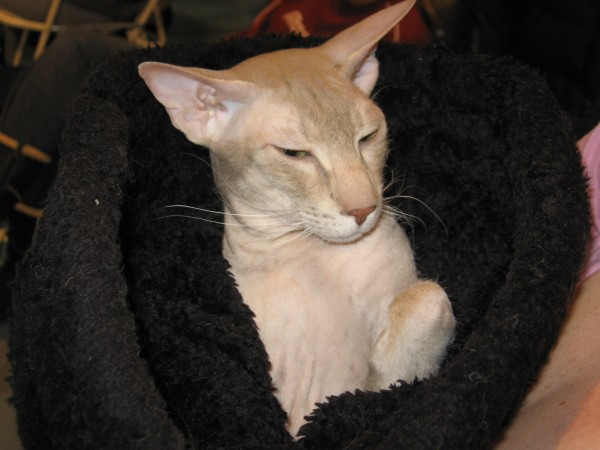
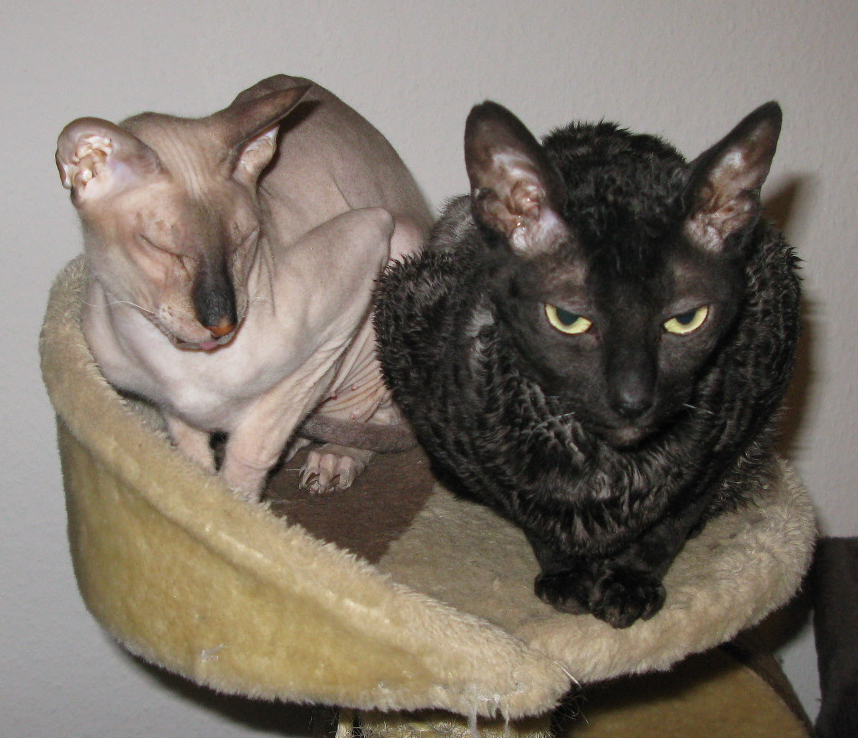